# Dobré
Pour les articles homonymes, voir Dobré (homonymie).
Dobré est une commune du département de Soubré, dans la région du Bas-Sassandra, en Côte d'Ivoire. La localité de Dobré est un chef-lieu de commune.

## Géographie
Dobré est située au sud-ouest de la Côte d'Ivoire, à 39 km au nord-ouest de Soubré, à 96 km au nord-nord-est de San-Pédro et à 259 km à l'ouest-nord-ouest d'Abidjan.